# Premio Lissone 2010
Il premio Lissone 2010 fu l'edizione che ebbe luogo dal 18 novembre 2010 al 23 gennaio 2011 del Premio Lissone
L'edizione fu curata da Luigi Cavadini.

## Giuria
Daniele Astrologo, Gianni Bolongaro, Mario Casanova, Luigi Cavadini, Lydie Di Meo, Manuela Magliano, Alberto Fiz, 

## Artisti finalisti
Salvatore Alessi, Ikella Alonso, Nicoz Balboa, Simona Barbera, Antonio Bardino, Marcella Fabiana Bonfanti, Klaas Bosch, Gael Bourmaud, Sara Cancellieri, Gianluca Capozzi, Jacopo Casadei, Mimmo Centonze, Gordon Cheung, Luca Conca, Roberta Coni, Angelo Crazyone, Valentina Crivelli, Pierpaolo Curti, Nebojśa Despotović, Alessandro Di Pietro, Evol, Marisa Favretto, Peter Feiler, Tine Furler, Monica Hansebakken, Andreas Hildebrandt, John Kleckner, Laboratorio Saccardi, Lucia Lamberti, Stefan Lenke, Christof Mascher, Federico Mazza, Kaori Miyayama, Maki Na Kamura, David Navas, Patrizia Novello, José Miguel Pereñíguez, Ágnes Podmaniczky, Ana Quesada Cerezo, Garcia Rubén Guerrero, Peter Ruehle, Giuliano Sale, Nicola Samorì, RobSherwood, Aura Zecchini.

## Primo premio
José Miguel Pereñíguez (Spagna, 1977) vince il primo premio.